# Kras (płaskowyż)

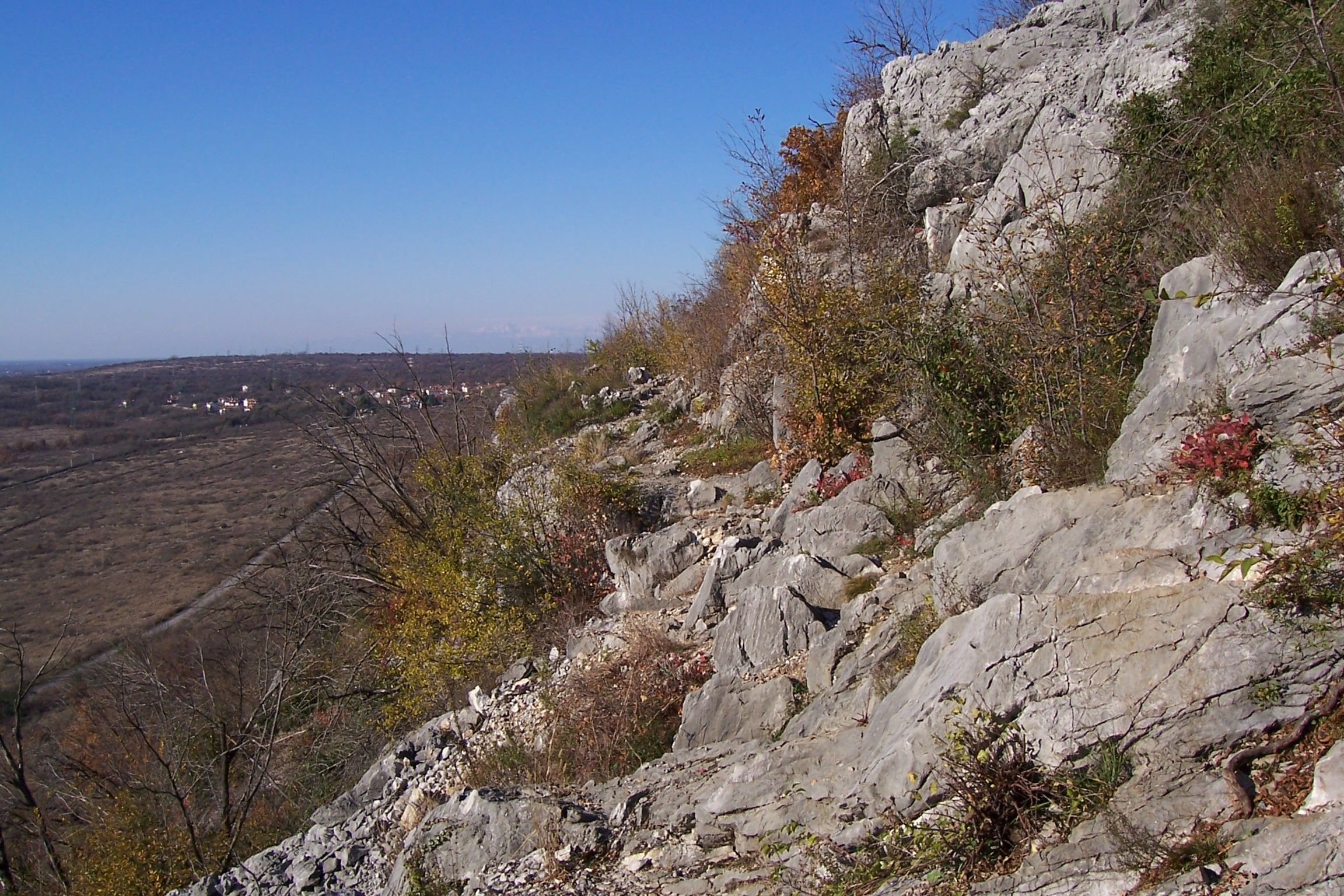
Krajobraz krasowy

Kras (słoweń. Kras, wł. Carso, niem. Karst) – płaskowyż w Słowenii i we Włoszech (niewielki fragment). Położony między doliną Wipawy a Morzem Adriatyckim. Obszar zbudowany ze skał wapiennych, występują dobrze rozwinięte formy krasu powierzchniowego i podziemnego. Od nazwy regionu pochodzi pojęcie kras.
Na terenie Krasu znajduje się wiele jaskiń. Najsłynniejsze z nich to Postojna, Jaskinie Szkocjańskie, Vilenica i Grotta Gigante.